# Parectopa robiniella
Parectopa robiniella  – gatunek motyla z rodziny kibitnikowatych (Gracillariidae) o rozpiętości skrzydeł 5,0-6,5 mm. Często występuje wraz ze szrotówkiem robiniaczkiem (Phyllonorycter robiniella).

## Występowanie
Pochodzi z Ameryki Północnej. W Europie po raz pierwszy opisano jego występowanie w 1970 roku w północnych Włoszech. Na początku lat 80. XX wieku występował już w Jugosławii i na Węgrzech. Z czasem rozprzestrzenił się i obecnie jest już pospolity na Węgrzech, występuje we Francji, w Czechach, Słowacji, Rumunii i na Ukrainie. Od lat 90. XX wieku spotykany jest również na terenie Polski w południowych województwach, w Wielkopolsce i w województwie kujawsko-pomorskim.

## Biologia i ekologia
Należy do tzw. owadów minujących. Jego gąsienice żerując na liściach robią w nich charakterystyczne miny. Monofag żerujący tylko na liściach robinii akacjowej (Robinia pseudoacacia). Składa pojedyncze jajo na dolnej stronie liścia wzdłuż środkowego jego nerwu. Larwa po wylęgnięciu się z jaja  zaczyna od zrobienia plamy na dolnej powierzchni, ale następnie przenosi się na górną powierzchnię i żerując tworzy plamę na górnej powierzchni na środku nerwu. Plamka jest biała, wydłużona z wydłużeniami podobnymi do palców. Larwa przepoczwarcza się na ziemi, wśród opadłych liści. W Polsce może wytworzyć rocznie dwie generacje. Zimuje postać dorosła.

## Galeria

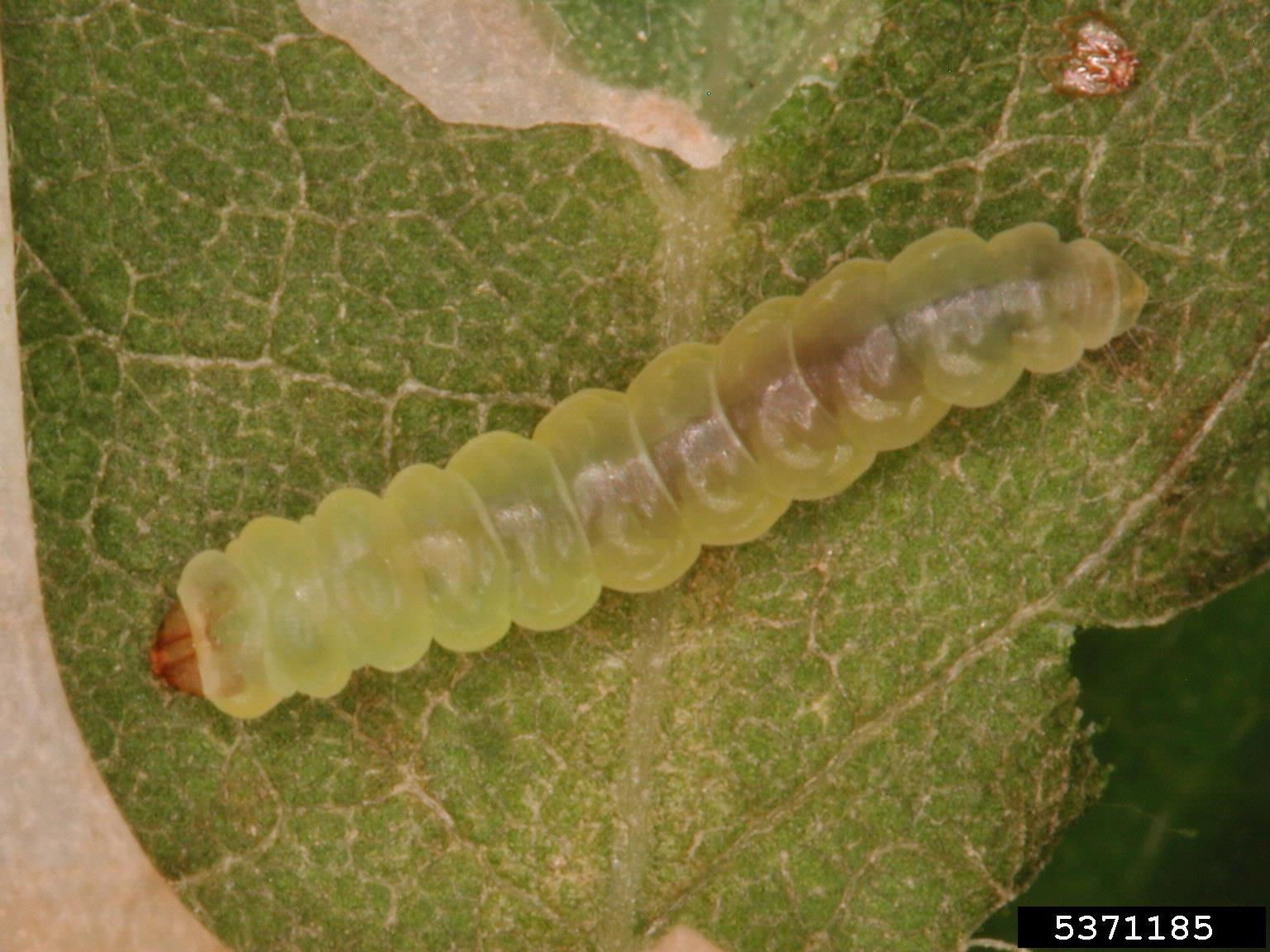
Gąsienica
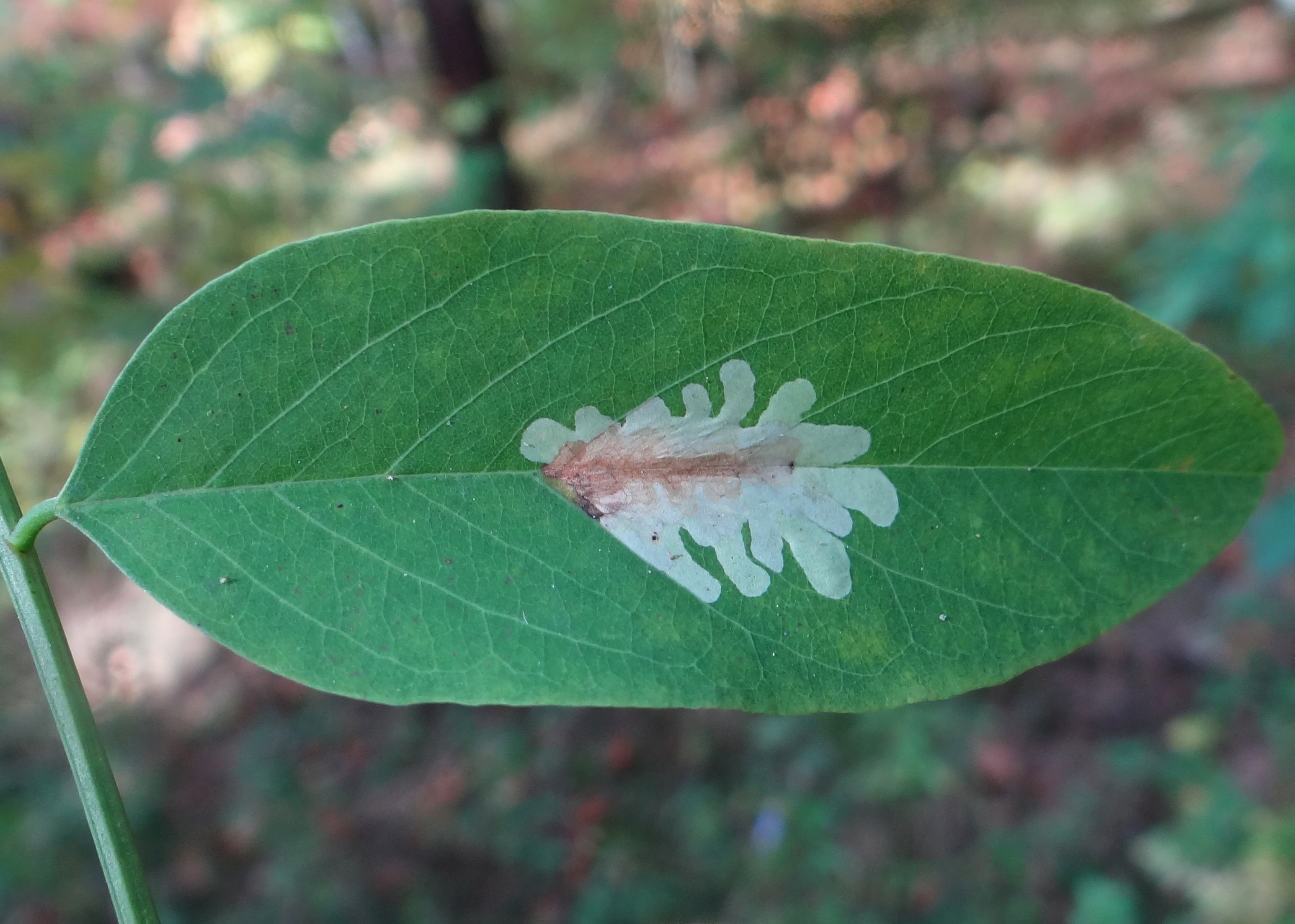
Miny na liściu robinii akacjowej
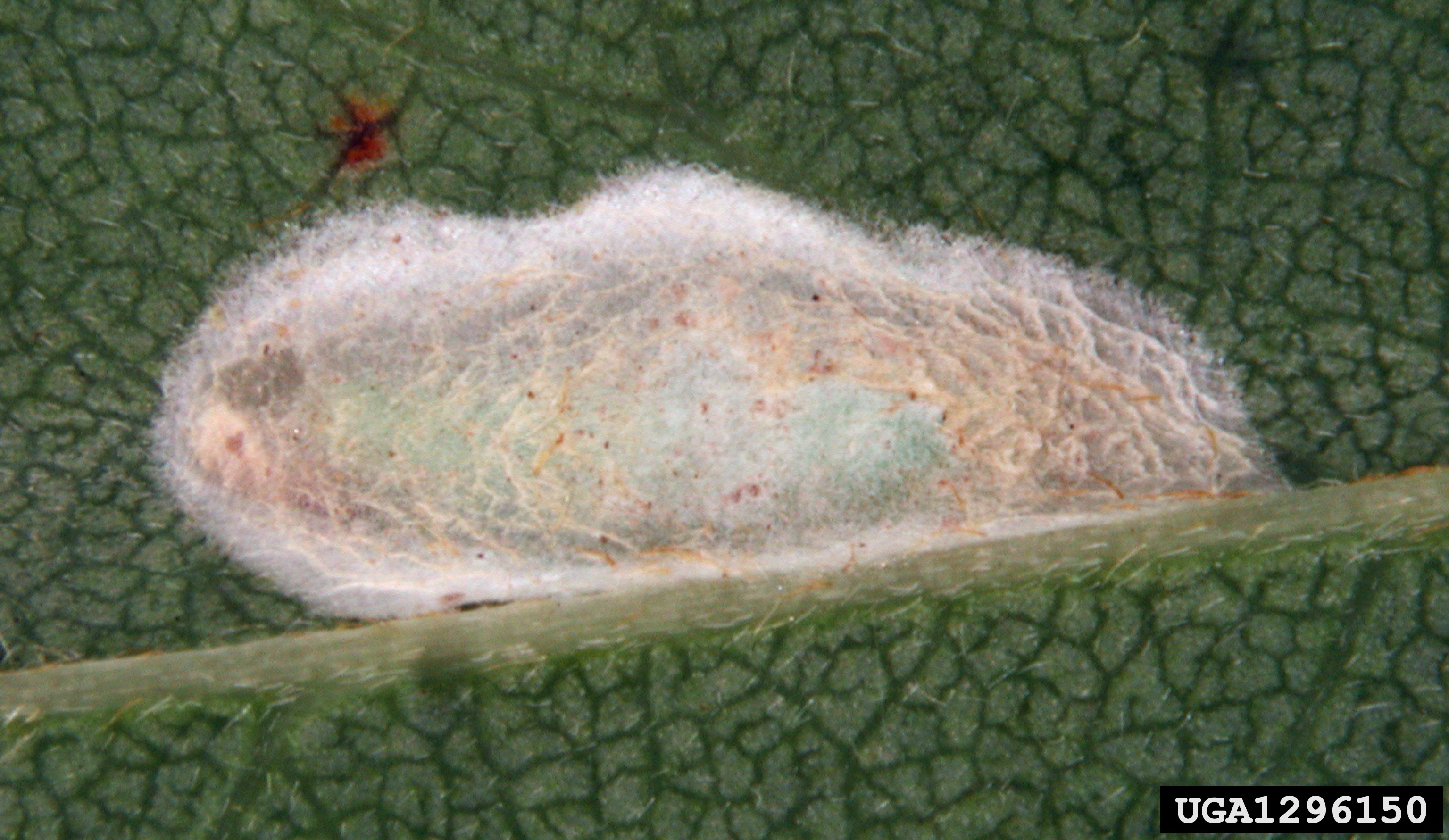
Poczwarka w oprzędzie
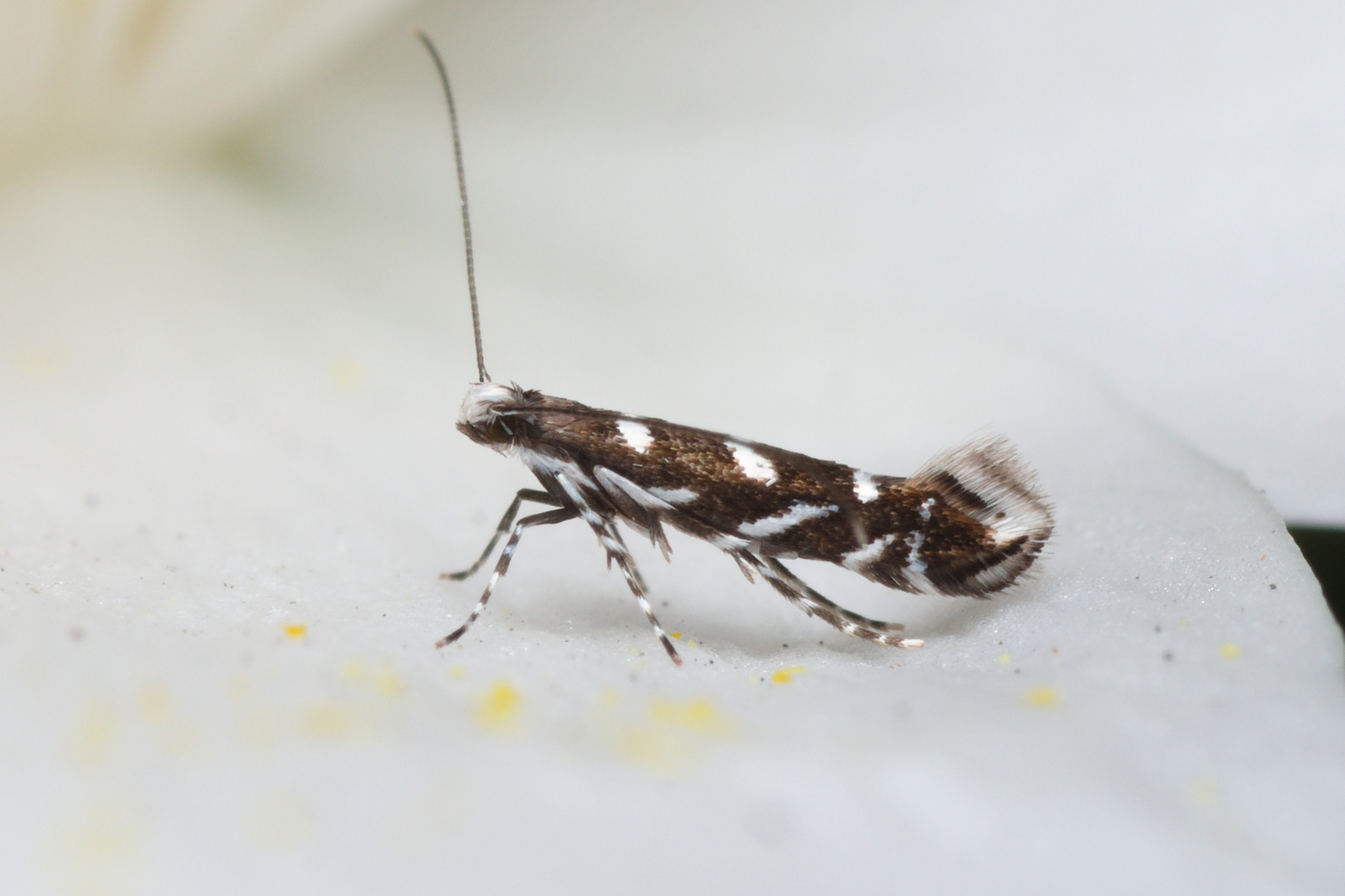
Postać dorosła